# Geoffrey Molson
Geoffrey Eric Molson, dit « Geoff Molson », né à Montréal le 23 juillet 1971, est un homme d'affaires canadien. Président et chef de la direction des Canadiens de Montréal dans la Ligue nationale de hockey,, il est copropriétaire de l'équipe, de l'entreprise Evenko et du Centre Bell avec ses frères Andrew et Justin. Il est membre du conseil d'administration de la brasserie Molson-Coors.

## Biographie

### Jeunesse et études
Fils d'Eric Molson et de Jane Mitchell, il est membre de la famille Molson. Avant d'entreprendre ses études universitaires, Geoffrey fait ses premiers pas au sein de l'entreprise familiale, en travaillant notamment aux ventes et marketing de la Brasserie Molson pendant la saison estivale. 
Il a obtenu un baccalauréat de l'Université de St. Lawrence de Canton dans l'État de New York avec majeure multidisciplinaire en économie, études françaises et canadiennes en 1992. Il possède également une maîtrise en administration des affaires du Babson College de Wellesley au Massachusetts. 
Geoffrey aurait aimé jouer au hockey dans la LNH. Il a joué jusqu'au niveau collégial américain chez les Saints de St. Lawrence lors de ses études universitaires à Canton. Il fut utilisé comme septième ou huitième défenseur de l'équipe pendant quatre ans. Son joueur préféré dans l'histoire des Canadiens est Steve Shutt. 

### Carrière

#### De Coca-Cola à Molson-Coors
Geoffrey s'est joint ensuite à l'entreprise Coca-Cola dont le siège-social est à Atlanta, dans l'État de la Géorgie, à titre d'adjoint aux services médias mondiaux, responsable du développement de stratégies médias d'envergure internationale. Il a fréquenté par la suite le Babson College, à Boston, pour obtenir une maîtrise en administration (MBA). Il a travaillé dans l'arrondissement de Manhattan à New York où il fut consultant principal auprès de la firme CSC Consulting (autrefois Kalchas Group).
Le 30 mai 1998, Geoffrey a épousé Katherine Brigid Finn, fille de Monsieur et Madame George R. Finn de Marshfield au Massachusetts. Le mariage a eu lieu à la chapelle catholique romaine Sainte-Thérèse de Marshfield. Les deux étaient âgés de 27 ans et ils sont diplômés de la St. Lawrence University. Ils ont eu quatre enfants (3 garçons et une fille).
En 1999, il a effectué un retour à la Brasserie Molson à Toronto, puis à Denver au Colorado, en occupant les fonctions de vice-président, marketing, jusqu'en 2005. Par la suite, Geoffrey s'est installé à Montréal pour assumer la vice-présidence marketing de la Brasserie Molson en jouant un rôle stratégique dans le développement des marques et le renforcement des partenariats avec plusieurs intervenants. Durant cette période, il a fait également partie des conseils d'administration de la Brasserie Molson Coors et de Res Publica.

#### Président et chef de la direction des Canadiens
En juin 2009, il a eu l'occasion de se porter acquéreur des Canadiens de Montréal et du Centre Bell et il est devenu président et chef de la direction de l'équipe en 2011.
Geoffrey fait d'ailleurs partie des comités de collectes de fonds Plus Mieux Guérir, de l'Hôpital Sainte-Justine et Campus Montréal pour le HEC, la Polytechnique et l'Université de Montréal. De plus, il contribue à la Fondation de la famille Molson, qui apporte son soutien à de nombreuses initiatives philanthropiques à travers le Canada et fait partie du conseil d'administration de la Fondation de l'Hôpital St. Mary's. Il est également membre du conseil d'administration de la Fondation des Canadiens pour l'enfance et de la fondation de la famille Molson,et du Fonds de Bienfaisance de Molson Coors et de la Fondation Molson Coors.
Le 9 décembre 2016, Geoffrey a fait son entrée au sein du comité exécutif de la LNH en compagnie de Mark Chipman des Jets de Winnipeg.
Depuis le 17 mai 2017, Geoffrey siège comme vice-président au conseil d'administration de Molson Coors Brewing Company. Il est aussi membre de plusieurs conseils d'administration, dont celui des gouverneurs de la LNH, du Temple de la renommée du hockey et de plusieurs œuvres caritatives. 
En juillet 2021, il s'excuse auprès de ses partisans du repêchage d'un jeune homme accusé pour atteinte à la vie privée et diffamation en Suède. Il décide, en 2021, de ne pas faire re-signer le directeur général des Canadiens de Montréal, Marc Bergevin.

## Distinctions
- Membre de l'Ordre du Canada (décembre 2020)[10]
- Chevalier de l'Ordre national du Québec (2019)[11]